# Стів Маккрорі
Стів Маккрорі (англ. Steve McCrory; 13 квітня 1964 — 1 серпня 2000) — американський професійний боксер, олімпійський чемпіон 1984 року. 

## Аматорська кар'єра
На Панамериканських іграх 1983 після перемог над Хорхе Арсія (Панама) і Хуаном Казановою (Пуерто-Рико) програв у півфіналі Лауреано Раміресу (Домініканська Республіка).
Олімпійські ігри 1984
- 1/16 фіналу. Пройшов без бою Теда Джозефа (Гренада)
- 1/8 фіналу. Переміг Фаусто Гарсію (Мексика) — RSC
- 1/4 фіналу. Переміг Пітера Аюсу (Малаві) — 5-0
- 1/2 фіналу. Переміг Ейюп Джан (Туреччина) — 5-0
- Фінал. Переміг Раджепа Раджеповського (Югославія) — 4-1

## Професіональна кар'єра
Після Олімпіади розпочав професійну кар'єру. Маючи рекорд 11 перемог і 1 нічия, 18 липня 1986 року вийшов на бій проти чемпіона світу за версією IBF у легшій вазі Джеффа Фенека (Австралія). Поєдинок завершився технічним нокаутом Маккрорі в чотирнадцятому раунді і залишився єдиним титульним у його кар'єрі.